# Klaus Jünemann
Klaus Jünemann (* 23. März 1932; † 11. März 2024) war ein deutscher Eisenbahningenieur und Verkehrshistoriker, der insbesondere zu Schmalspurbahnen veröffentlicht hat.

## Leben
Jünemann lebte in Berlin und absolvierte eine Ausbildung im Reichsbahnausbesserungswerk Berlin-Tempelhof. Danach arbeitete er zunächst als Dampflokheizer und als Lokomotivführer. Später qualifizierte er sich zum Ingenieur. Er war bei der Deutschen Reichsbahn tätig, zuletzt in der Technischen Überwachung (TÜ), die für die Einhaltung technischer Sicherheitsvorschriften zuständig war.
Neben seiner beruflichen Tätigkeit setzte sich Klaus Jünemann für den Erhalt einer 600-mm-spurigen Dampflokomotive der Berliner Trümmerbahn ein, die seit 1987 bei der heutigen Parkeisenbahn Wuhlheide im Einsatz ist und die 2011 in Würdigung der Verdienste Jünemanns den Namen KLAUS erhielt.
Jünemann verfasste mehrere Bücher und Beiträge für verschiedene Fachzeitschriften wie die Verkehrsgeschichtlichen Blätter.

## Werke (Auswahl)
- Beiträge (u. a. zu Triebfahrzeugen, zu den Jüterbog-Luckenwalder Kreiskleinbahnen, zu den Salzwedeler Kleinbahnen, zur Altmärkischen Kleinbahn und zur Industriebahn Halle (Saale)) in: Klaus Kieper, Reiner Preuß: Schmalspurbahn-Archiv. 2. Auflage. Transpress Verlag, Berlin 1982 (Nachdruck: Transpress Verlag, Stuttgart 2011, ISBN 978-3-613-71405-2).
- Schmalspurbahnen zwischen Spree und Neiße. 2. Auflage. Transpress Verlag, Berlin 1988, ISBN 978-3-344-00307-4.
- Eisenbahn-Fahrzeug-Katalog. Band 10: Schmalspur-Dampflokomotiven (Sonderausgabe von Bahn Extra). GeraNova Zeitschriftenverlag, München 1997.
- 50 Jahre Trümmerbahnlokomotive 44 (mit Andre Kohlrusch, Falko Neumann, Helmut Pochadt, Norbert Schmidt). Schmalspurbahn-Freunde Berlin e.V., Berlin 2000.
- Das große Buch der Rügenschen Kleinbahnen (mit Walter Bauchspies und Klaus Kieper). Verlag Feld- und Schmalspurbahnen Karl Paskarb, Celle 2005, ISBN 978-3-938278-01-7.
- Alles über Schmalspurbahnen zwischen Spree und Neiße (mit Reiner Preuß). Transpress Verlag, Stuttgart 2011, ISBN 978-3-613-71416-8.
- Das Prignitzer Schmalspurnetz (mit Walter Bauchspies, Wolfgang Brockmann, Heiko Müller, Detlef Radke). 3. Auflage. Prignitzer Kleinbahnmuseum Lindenberg e.V., Lindenberg 2011.